# George Ravenscroft
George Ravenscroft, né en 1632 et mort le 7 juin 1683 à Londres, est un marchand anglais spécialisé dans l'import-export et le commerce de verre. Il est connu notamment pour sa participation au développement, en Angleterre, du cristal au plomb, appelé verre flint, du nom de la pierre siliceuse utilisée, et qui donnera son nom à la catégorie des verres optiques à fort pouvoir dispersif.

## Biographie
George Ravenscroft est né en 1632, deuxième de cinq fils, dans une famille catholique romaine cachant leur véritable foi en se faisant passer pour des anglicans. Il a été baptisé à Alconbury Weston en Angleterre, en avril 1633. De 1643 à 1651, Ravenscroft suit les cours au collège anglais de Douai, en France, dans le but d'être ordonné prêtre, mais il ne termine pas ses études.
Les activités et les lieux exacts de résidence de Ravenscroft entre 1651 à 1666 nous sont inconnus, mais il est certain qu'il a vécu à Venise en Italie pendant quelque temps, travaillant comme marchand et apprenant sans doute les techniques de fabrication du verre qu'il ramènera plus tard en Angleterre. Associé à deux de ses frères, Francis et James, il crée une entreprise florissante d'import-export à Venise,.
Il retourne à Londres en 1666, où il s'installe et s'enrichit grâce à sa propre entreprise d'import-export. Ravenscroft épouse Hellen Appleby, une dame venant du Yorkshire, vers 1670, avec qui il aura trois enfants. Entre 1673 et 1675, il fait construire deux fabriques de verre, où le cristal au plomb anglais (verre flint) est développé puis commercialisé jusqu'en 1679, année à laquelle il dépose le bilan de son affaire.
Ravenscroft meurt le 7 juin 1683, à la suite d'une paralysie. Il est enterré dans la crypte Ravenscroft de l'église saint Jean Baptiste de Chipping Barnet, au nord de Londres.

## Le cristal au plomb de Ravenscroft

### Historique

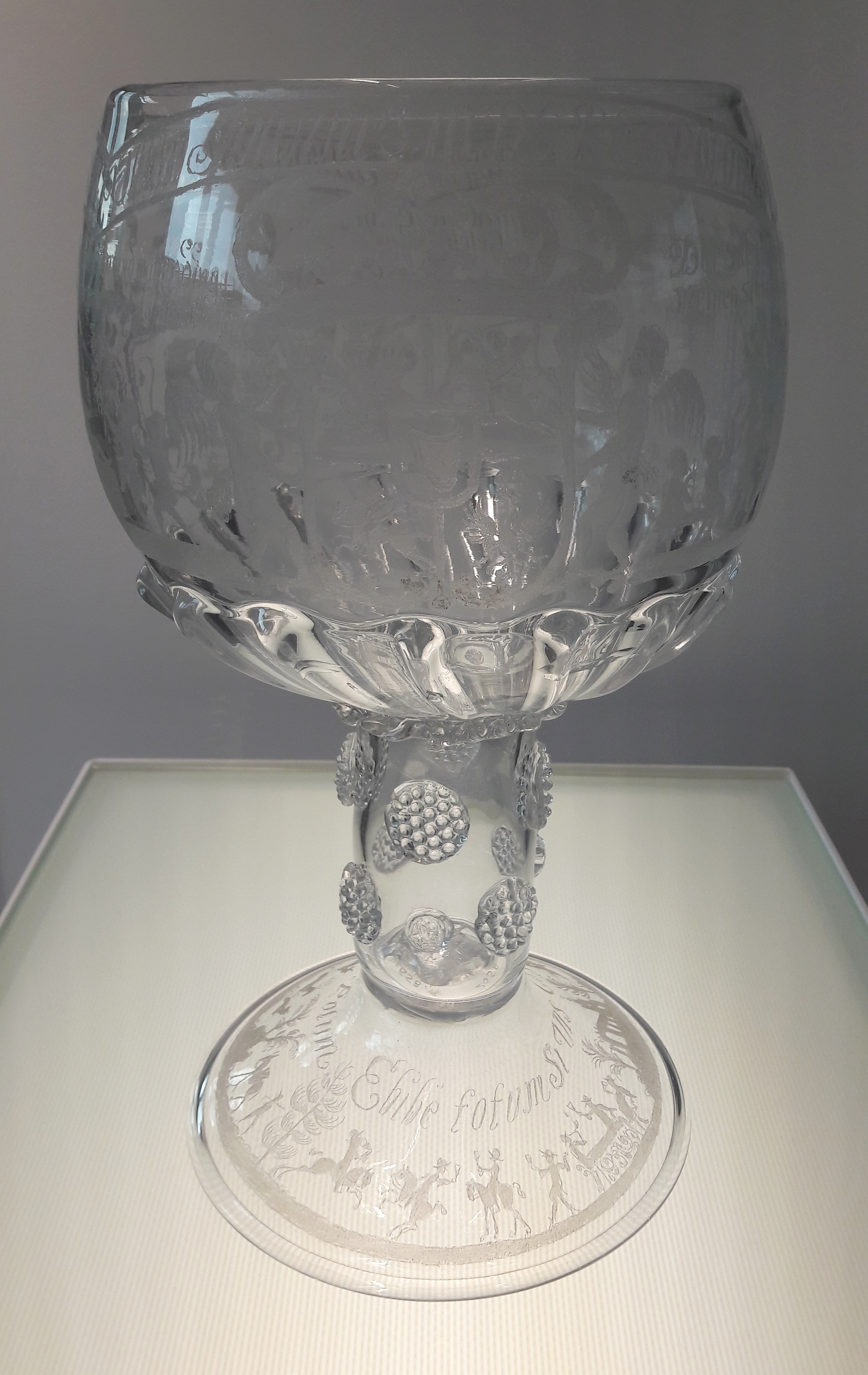
Römer avec les armoiries de Jean III Sobieski et la ville de Gdańsk, 1677-1678, Musée national de Varsovie

Lorsque Ravenscroft revient à Londres en 1666, il continue de travailler dans l'import-export, échangeant des marchandises telles que des groseilles, du verre et de la dentelle. Si les témoignages se contredisent à propos du rôle de Ravenscroft dans le développement du cristal au plomb, la plupart se rejoignent en certains points. Durant son séjour à Venise, il aurait été impliqué dans le commerce du verre, non pas en tant qu'artisan, mais en tant que commerçant. Par ce biais il a pu connaître et s'associer à divers fabricants de verre en Italie,. Avant lui, plusieurs fabricants de verre anglais avaient déjà tenté d'imiter les cristallo italiens. Ravenscroft aurait décidé de fonder son propre commerce de fabrication de verre, tout en gérant son affaire d'import-export en parallèle,.
Il est probable que Ravenscroft ait été directeur et investisseur de ses fabriques de verres mais pas impliqué de manière active dans le processus de fabrication du verre, un rôle probablement à attribuer à l'un de ses artisans, comme les Italiens Signor da Costa ou Vincenzo Pompeio ou l'Anglais Hawley Bishopp. Ce dernier fonda sa propre fabrique de verre après la mort de Ravenscroft, dans le quartier londonien du Savoy (inclus dans l’actuelle Cité de Westminster),,. La fabrique de Ravenscroft produisait majoritairement des verres pour boire, des bols et des pots à posset,,.
À compter de ce point, les circonstances amenant Ravenscroft à un rôle prépondérant dans le développement de l'industrie du cristal au plomb sont moins claires. Cela est dû en partie au fait que les récits du milieu du XVIIe siècle sont incomplets et, pour une large part, à cause de Ravenscroft lui-même, qui veillait à garder ses recettes et méthodes secrètes.
C'est Sir Robert Plot FRS, qui lui suggéra d'employer le silex (flint, en anglais) des lits de rivières de l'Oxfordshire à la place du silex gris de Londres pour mieux s'approcher du silex du fleuve italien Pô, qui était alors excessivement cher. On pense de nos jours que Robert Plot lui demanda un échantillon de la poudre résultante qui était décrite comme « blanche et pure ». En y ajoutant de l’oxyde de plomb (rouge), la poudre prend une teinte rose pâle ; ainsi il est probable que Ravenscroft ait délibérément induit Sir Plot et son assistant en erreur quand ils vinrent lui rendre visite à Henley-on-Thames. Il fut sans doute très attentif à empêcher ses concurrents de le copier. Il espérait pouvoir convenir d'un accord avec la Worshipful Company of London Glass Sellers, donnant des droits exclusifs d'achats de ses verres à des prix prédéterminés en échange de son aide financière pour la fabrique de Henley-on-Thames, ainsi que le prêt de deux équipes de souffleurs de verre,.
Il existe des débats à propos de la manière dont Ravenscroft fut amené à utiliser du plomb dans la conception de ses verres. Certains pensent qu'il l'a découvert accidentellement, ajoutant de l'oxyde de plomb avant de découvrir les propriétés spéciales du produit résultant, d'autres qu'il apprit cette technique à Venise. L'utilisation du plomb dans les verres était chose connue, comme le prouve la couche blanche du camée du vase Portland, fabriqué à la fin du Ier siècle av. J.-C., qui contient 12 % de plomb. Quelle que soit l'origine de cette idée, Ravenscroft croit qu'il possède à ce moment un produit unique à mettre sur le marché anglais et, par conséquent, fait une demande en 1674 au roi Charles II pour un brevet établissant ses droits à être seul producteur de cristal au plomb en Angleterre. Il produit du cristal durant une courte période de cinq ans, avant de déposer le bilan de son affaire en 1679,. Son brevet expire en 1681.

### Fabrication

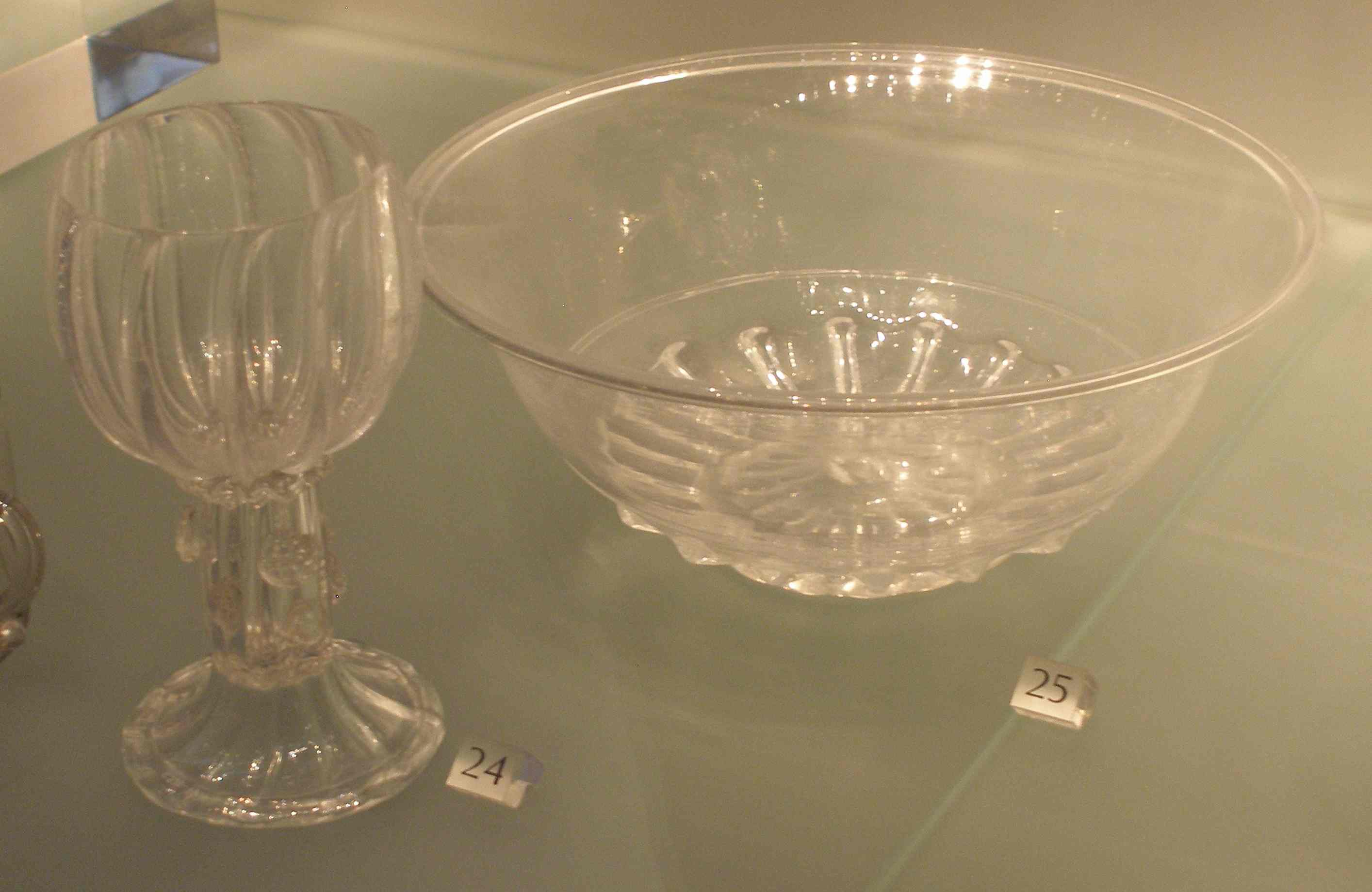
Exemples de verres de Ravenscroft (Victoria and Albert Museum)

Les fabriques de Ravenscroft sont établies en deux lieux : la principale, dans le Savoy à Londres, en 1673 ; la seconde, temporaire, de 1674 à 1675, à Henley-on-Thames,.
Les premiers verres Ravenscroft (1674 - 1676) souffrent de micro-fissures (en) ou crizzling, détériorations irréversibles et irrémédiables rendant le verre blanchâtre. Les micro-fissures apparaissent au bout d'un ou deux ans, à cause des impuretés dans les mélanges destinés à être fondus : un excès de sels alcalins ou un manque de chaux (agent stabilisant) ont été suggérés comme origine du problème,,. Aucune des pièces d'origine ne semble encore exister.
Ce crizzling met à mal la réputation de la compagnie et pousse Ravenscroft et son équipe à chercher une solution à ce problème. Il annonce en 1676 que le problème du crizzling a été résolu et que les nouveaux verres, meilleurs qu'avant, porteront un sceau en forme de tête de corbeau pour les distinguer des anciennes pièces défectueuses. Un très petit nombre de pièces de vaisselle en verre portant le sceau à tête de corbeau subsistent encore (moins de 20 — voir tableau), certaines ayant développé des micro-fissures, d'autres non.
D'autres pièces créées par Ravenscroft pourraient exister, mais en l'absence du sceau, qu'il cessa d'utiliser en 1677, ou de toute autre description ou dessin de ses modèles, il est difficile d'authentifier avec certitude certaines œuvres de cristal comme étant de sa conception. Quelques pièces jugées très ressemblantes aux œuvres de Ravenscroft ont été frappées d'un « S » ; ce que certains interprètent comme le « S » de Savoy, le lieu de production principal des cristaux Ravenscroft ou bien de Southwark, indiquant alors le sud de Londres où John Bowles et William Lillington avaient établi une autre fabrique de verre. On compte environ quarante pièces en verre utilisant la nouvelle recette de Ravenscroft mais seulement une vingtaine marquées du sceau à tête de corbeau.
L'addition d'oxyde de plomb aux ingrédients de base donne une viscosité moindre au mélange une fois fondu comparativement au verre classique, ce qui présente l'avantage de diminuer l'apparition de bulles d'air dans le mélange. Cela permet donc de souffler plus rapidement et plus aisément le verre, ramène à environ deux minutes le temps de travail du verre sans avoir à le réchauffer, et rend particulièrement aisé le soufflage dans un moule,. Le verre au plomb a un indice de réfraction supérieur à la moyenne, donnant au cristal une apparence brillante et scintillante sous la lumière.

### Héritage
On ignore les raisons qui poussèrent Ravenscroft à couper les ponts avec la London Glass Sellers' Company et à quitter la fabrication de verre en 1679. Ses croyances fortement catholiques pourraient l'avoir rendu impopulaire. Néanmoins son nouveau genre de cristal se répandit en Angleterre,,, et vingt ans après l'expiration de son brevet, une centaine de fabricants de verre anglais produisaient du cristal au plomb. Ravenscroft n'inventa pas techniquement le cristal au plomb, car d'autres avaient semble-t-il déjà découvert les bénéfices de l'ajout d’oxyde de plomb à la pâte de verre,. Cependant il en améliora de manière significative le procédé. Plus d'une douzaine de pièces de Ravenscroft existent encore de nos jours, et la « robuste simplicité » de ses modèles reste admirée.
| Description        | Date de Fabrication | Lieu                                                    | Condition       |
| ------------------ | ------------------- | ------------------------------------------------------- | --------------- |
| Récipient          | 1676 - 1677         | Victoria & Albert Museum, Londres, Royaume-Uni          | crizzling       |
| Récipient à pied   | 1676 - 1677         | Fitzwilliam Museum, Cambridge, Royaume-Uni              | crizzling       |
| Roemer             | 1676 - 1677         | Victoria & Albert Museum, Londres, Royaume-Uni          | crizzling       |
| Roemer             | 1676 - 1677         | Corning Museum of Glass, Corning (New York), États-Unis | crizzling       |
| Roemer             | 1677 - 1678         | Muzeum Narodowe, Varsovie, Pologne                      | intact          |
| Bouteille          | 1676 - 1677         | British Museum, Londres, Royaume-Uni                    | léger crizzling |
| Cruche             | 1676 - 1677         | Cecil Higgins Museum (en), Bedford, Royaume-Uni         | crizzling       |
| Pot                | 1676 - 1677         | Victoria & Albert Museum, Londres, Royaume-Uni          | crizzling       |
| Pot à posset       | inconnue            | Toledo Museum of Art, Toledo (Ohio), États-Unis         | intact          |
| Pot à posset       | 1677 - 1678         | Fitzwilliam Museum, Cambridge, Royaume-Uni              | inconnu         |
| Cruche avec anse   | inconnue            | Cecil Higgins Museum, Bedford, Royaume-Uni              | inconnu         |
| Deux autres objets | inconnue            | Cecil Higgins Museum, Bedford, Royaume-Uni              | inconnu         |